# Чилое (провінція)
Провінція Чилое  (ісп. Provincia de Chiloé) — провінція в Чилі у складі регіону Лос-Лагос. Включає 10 комун.
Територія — 8527 км². Населення — 168 185 осіб (2017). Щільність населення — 19,72 особи/км².
Адміністративний центр — Кастро.

## Географія
Провінція розташована на острові Чилое і прилеглих дрібніших.

## Адміністративний поділ
Провінція включає 10 комун:
- Анкуд. Адміністративний центр — Анкуд.
- Кастро. Адміністративний центр — Кастро.
- Чончі . Адміністративний центр — Чончі.
- Курако-де-Велес. Адміністративний центр — Курако-де-Велес.
- Далькауе. Адміністративний центр — Далькауе.
- Пукельдон. Адміністративний центр — Пукельдон.
- Кейлен. Адміністративний центр — Кейлен.
- Кельйон. Адміністративний центр — Кельйон.
- Кемчі. Адміністративний центр — Кемчі.
- Кінчао. Адміністративний центр — Кінчао.